# Anna Maria Widmann

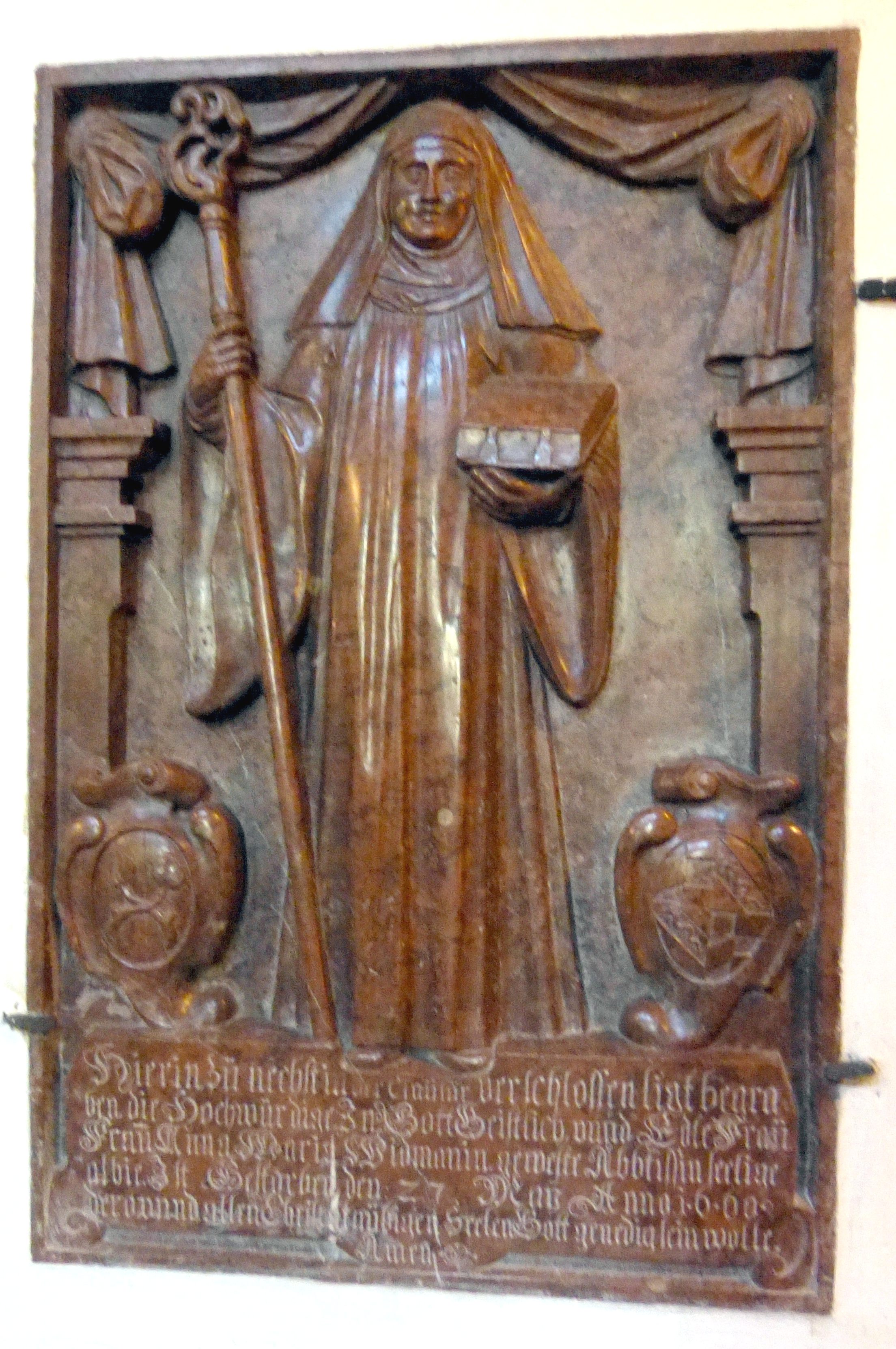
Grabplatte der Anna Maria Widmann

Anna Maria Widmann OSB (* 1600; † 27. Mai 1660 auf Frauenwörth) war eine deutsche Benediktinerin. Von 1650 bis 1660 war sie Äbtissin des Klosters Frauenchiemsee, das auch als Frauenwörth bezeichnet wird.

## Leben
Die Tochter des bayerischen Hofkammerrats Wiguläus Widmann kam 1618 nach Chiemsee und war lange Zeit Dechantin des Klosters. Sie wurde 1650 nach dem Tod von Maria Magdalena Haidenbucher zur Äbtissin gewählt. Sie starb am 27. Mai 1660 auf Frauenwörth und ist auf der Insel begraben.